# フランチェスコ・ヴィラメナ

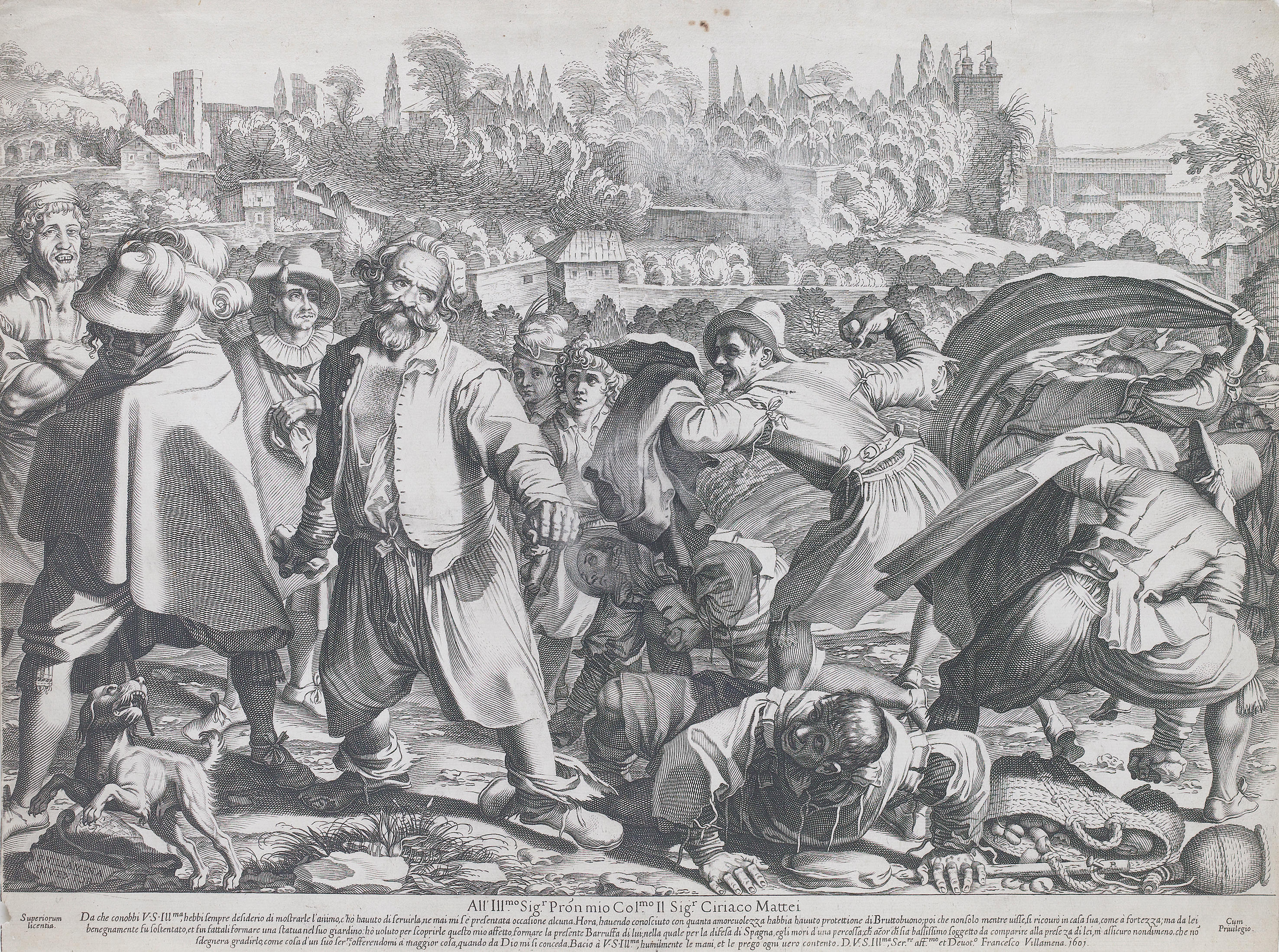
フランチェスコ・ヴィラメナが制作した市民の暴動を描いた版画「Una buttaglia di Bruto」

フランチェスコ・ヴィラメナ（Francesco Villamena、1564年 - 1624年7月7日）は、イタリアの版画家である。聖人を描いた版画作品や同時代の人物の肖像版画を制作し、また大衆の中で同時代に起きた事件を版画にして出版したことで知られている。

## 略歴
イタリア中部のアッシジで生まれた。ローマに出て、版画家のコルネリス・コルト（1533-1578）に学び、有名で、多産な版画家になった。当時、需要の多かった聖人を描いた版画作品を制作し、出身地の聖人、アッシジのフランチェスコなども作品にした。フェデリコ・バロッチ（c.1535-1612）やフランチェスコ・ヴァンニ（Francesco Vanni: 1563-1610）といった画家の宗教画を参考に作品を制作した。肖像版画も制作し、教皇クレメンス8世や枢機卿のロベルト・ベラルミーノやカエサル・バロニウスといった教会高官や学者のクリストファー・クラヴィウスやガリレオ・ガリレイや建築家のイニゴー・ジョーンズの肖像版画を制作した。その他にもバイエルン公ヴィルヘルム5世や枢機卿ピエトロ・アルドブランディーニ（Pietro Aldobrandini）とシピオーネ・ボルゲーゼ（Scipione Borghese）、学者のカッシアーノ・ダル・ポッツォ（Cassiano dal Pozzo）らの肖像版画も制作した。
ヴィラメナは、1598年から1601年にかけて制作された、庶民の中で起きた事件を写実的に描いたいくつかの版画によって評価され、庶民の風俗を描いた版画家のジャック・カロ（1592-1635）らに影響を与えた先駆者とされている。特によく知られているのは、1601年10月にローマで起きたスペインとフランスを支持する市民の間での暴動で死者が出た事件を描いた「ブルートの悪党（Una buttaglia di Bruto）」という作品である。
ヴィラメナは1624年に遺言書を残さず突然亡くなったために、相続の手続きのために詳細な遺産目録が残されることになった。亡くなった時点で印刷機と多数の印刷原版、300枚の版画、828枚の下絵、38点の絵画と35点の彫刻作品を所有していた。1625年に版画や彫刻は枢機卿などに買い上げられた。

## 作品

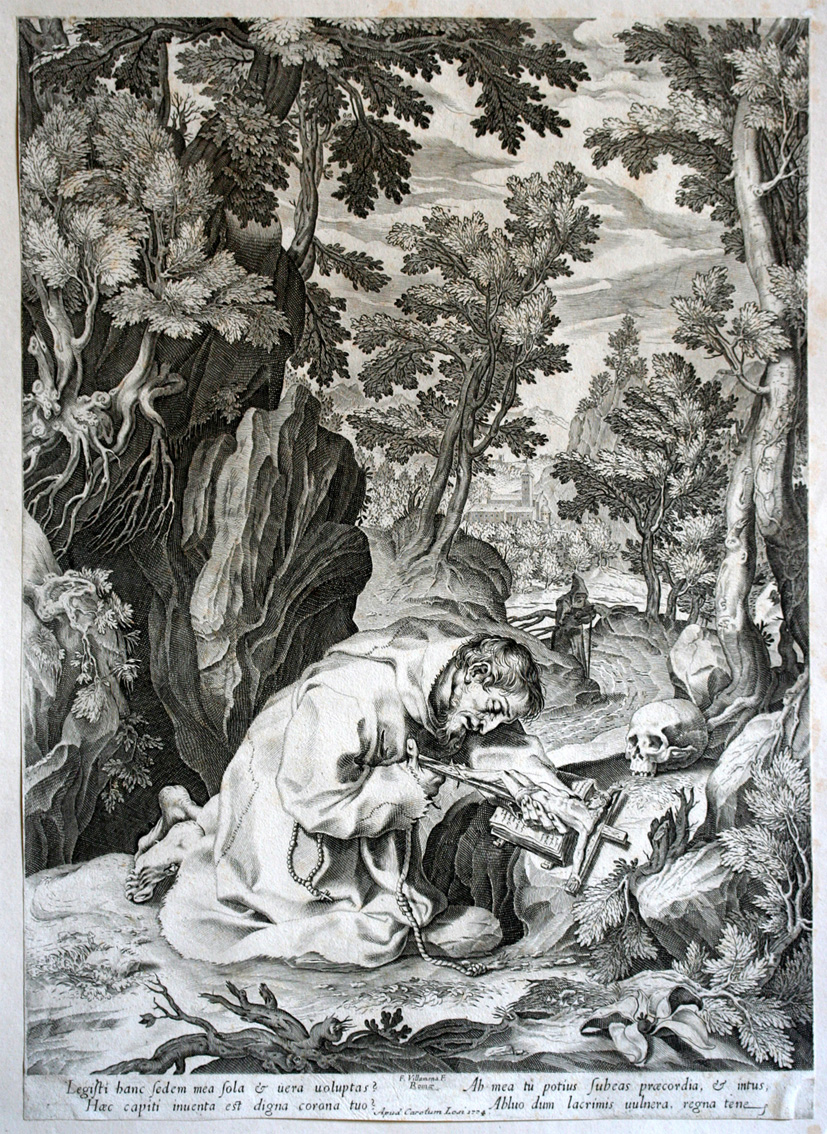
森の中で頭蓋骨といる聖人
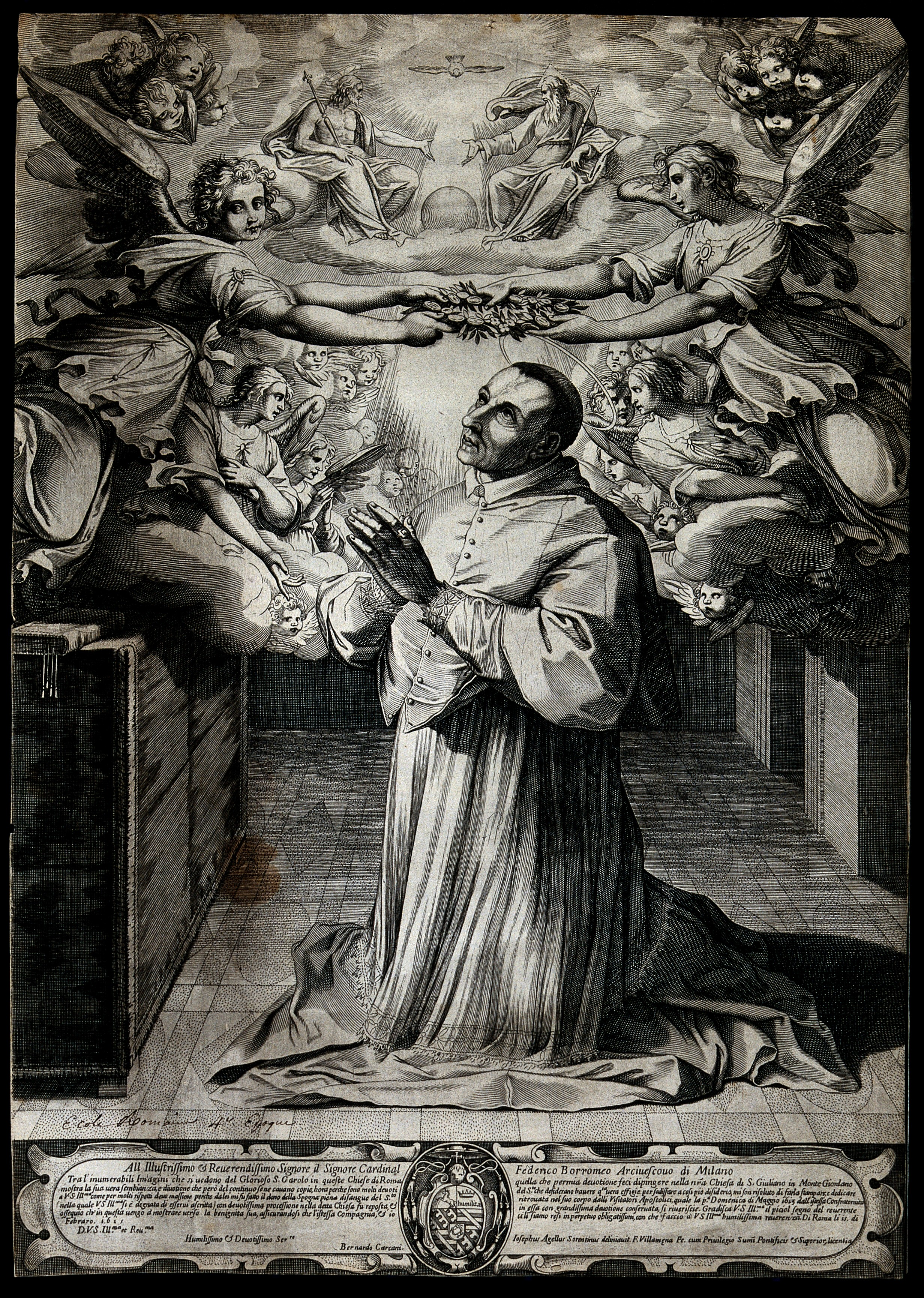
聖カルロ・ボッロメーオ
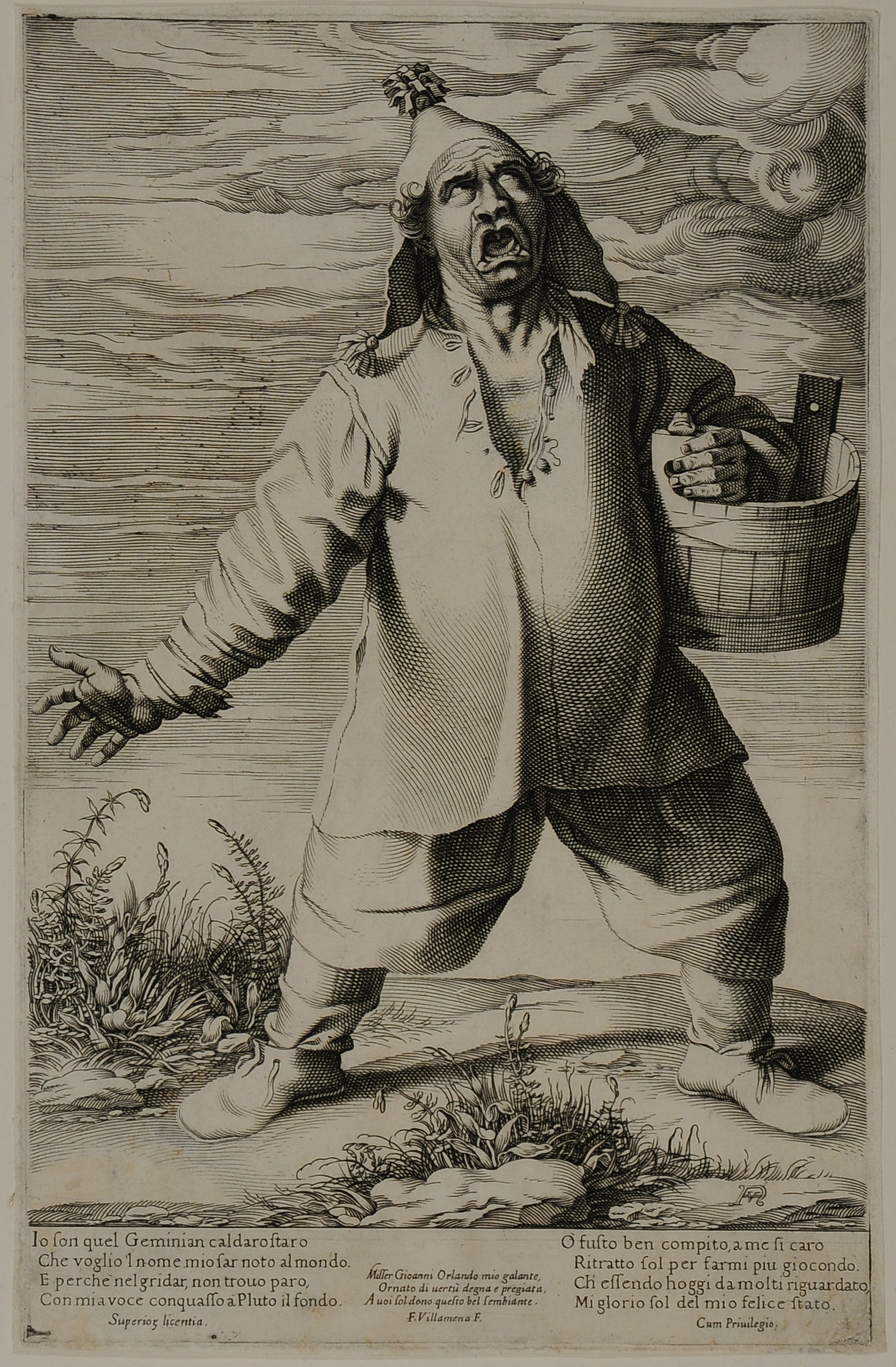
焼き栗売り (1600)
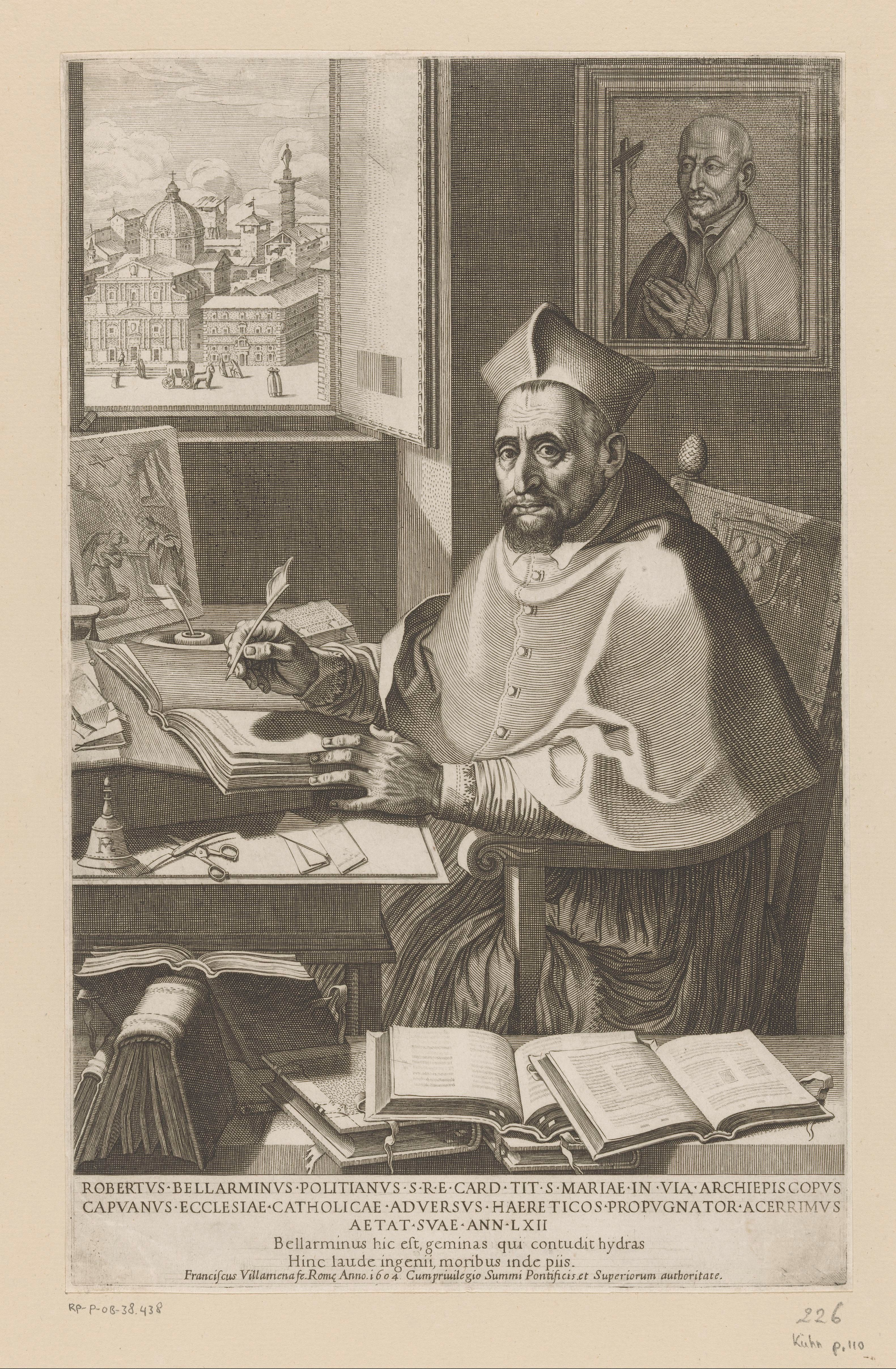
枢機卿ロベルト・ベラルミーノ